# XIII limouxin
Maillots
Actualités
Le XIII Limouxin est un club français de rugby à XIII basé à Limoux (Aude) et présidé par Laurent Moreno. L'équipe première, entraînée par Maxime Grésèque depuis 2018, évolue dans le Championnat de France nommé « Super XIII ».
Le club est créé en 1951 et compte quatre titres de Championnat de France (1968, 2016, 2017 et 2023) et deux titres de Coupe de France (1996 et 2008). Chaque année, le club vit des temps forts avec les derbys entre ses clubs voisins du F.C. Lézignan et l'A.S. Carcassonne.
À travers son histoire, de grands noms du rugby à XIII sont liés au club tels que Joseph Guiraud, Francis de Nadaï, Pierre Parpagiola, Louis Bonnery, Jean-Christophe Vergeynst, Hervé Guiraud et plus récemment Maxime Hérold, Mickaël Murcia, Alexis Escamilla, Zachary Santo et Patrick Templeman.

## Histoire

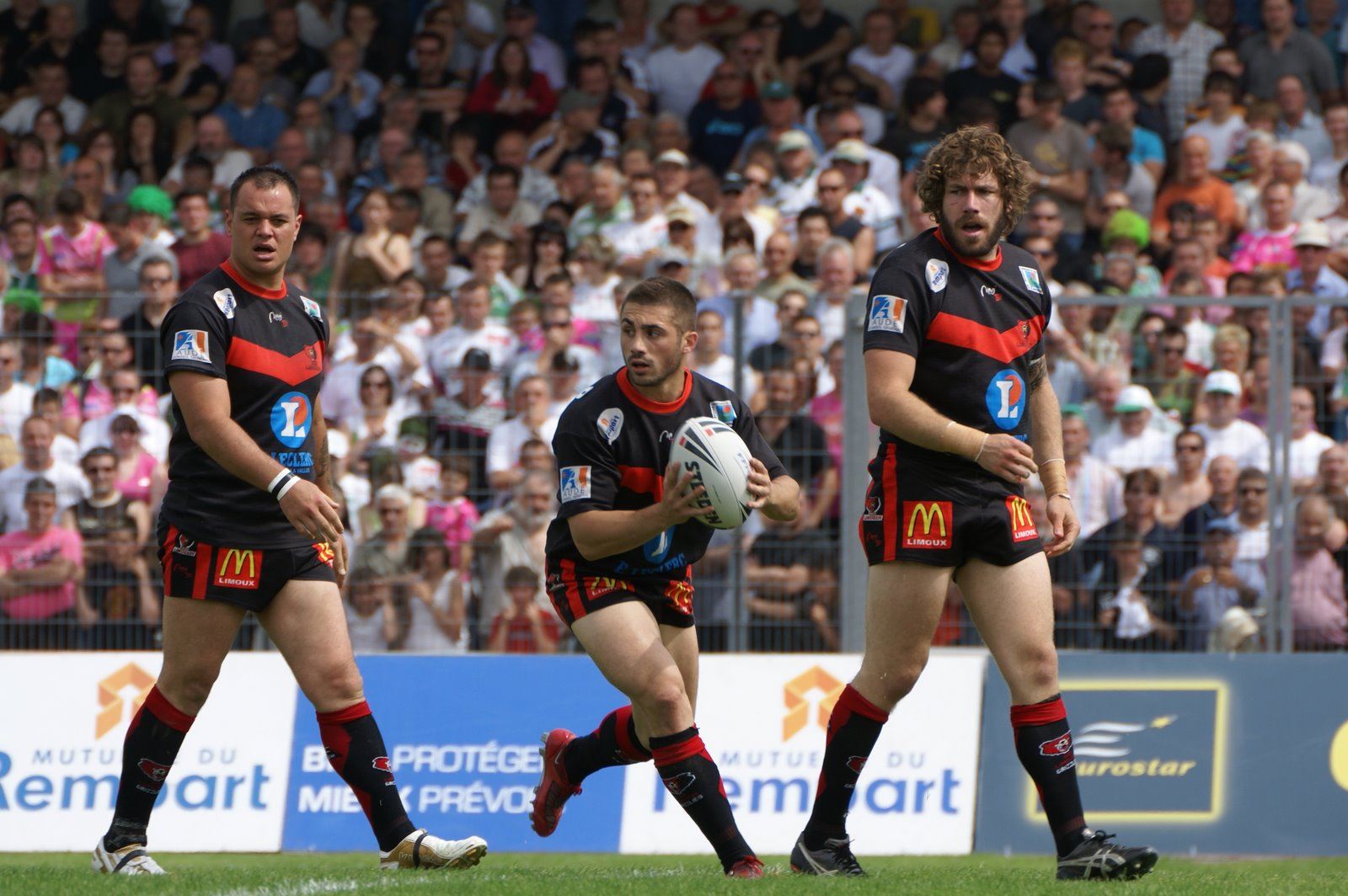
Joueurs de Limoux lors de la finale du championnat d’Élite 1 contre Lezignan (mai 2009)

En octobre 1951, le président du club alors quinziste, se trouva confronté à la FFR (XV) sur l'agrément de plusieurs licenciés. Le refus de la fédération quinziste d'entériner plusieurs mutations provoqua une colère de l'ensemble des dirigeants.
Le président Tastavy invita à une assemblée générale extraordinaire et chacun, par un vote secret, se définit pour ou contre le passage au rugby à XIII. Le vote fut positif et obligea le club à se restructurer différemment sous l'appellation Sporting Club Limoux XIII.
De 1951 à 1962, le club évolue en division fédérale. En septembre 1962, Limoux XIII va faire ses premiers galons en Nationale. Au cours de la saison 1966 - 1967, le SCL arrive en demi-finale de la Coupe de France. La saison 1967 - 1968 est celle de la consécration pour Limoux XIII qui remporte le titre de champion de France face à son voisin carcassonnais.
Le club atteint par deux fois la finale de la coupe de France en 1984 et 1985. Il a fallu attendre 1996, pour que Limoux XIII remporte un nouveau titre. Les joueurs limouxins battent comme en 1968 leurs voisins carcassonnais lors de la finale du trophée Lord Derby 39-12. L'année suivante Limoux rencontre le XIII catalan en finale de la Coupe de France mais perd sur le fil 25-24.
Limoux atteindra ensuite, à deux reprises la finale de la Coupe de France contre L'UTC en 2001 et 2005 mais ne remporteras aucune des deux finales. En 2008, Limoux remporte une nouvelle fois, après 12 ans, la Coupe de France de rugby à XIII face à Albi sur le score de 17-14 à Carcassonne devant 9000 supporters. En 2009, le club se retrouve consécutivement en finale de la Coupe de France et du championnat, mais ne gagne aucun des deux trophées. En 2010, nouvelle finale de la Coupe de France et nouvelle défaite face à Lézignan-Corbières. En 2011, Limoux retrouve Lézignan-Corbières en finale du Championnat de France de rugby à XIII mais laisse échapper le bouclier sur le score de 17-12 au Parc des sports de Narbonne.
En 2016, Limoux atteint la finale de la Coupe de France en éliminant Avignon (38-24), Villeneuve-sur-Lot (66-28) et Lézignan (42-22). Il retrouve Saint-Estève XIII catalan en finale qui se dispute au stade Albert Domec de Carcassonne le 16 avril 2016. Cette finale se solde par une nouvelle défaite pour le club.
Malgré la défaite la saison 2016 s'avère être une saison historique pour le club. En effet il décroche le titre de Champion de France aux dépens de l'As Carcassonne le 21 mai 2016 au Stadium d'Albi en l'emportant en finale sur le score de 26 à 24.
Ce titre est le second décroché par le club, après 48 ans d'attente !

Deux joueurs du club sont présents lors de la Coupe du monde 2017 : Maxime Hérold et Mickaël Rouch (France).

## Palmarès
| Championnat de France                                                                  | Coupe de France                                                                                                  | Championnat de France de deuxième division |
| -------------------------------------------------------------------------------------- | --- | ------------------------------------------ |
| - Champion (4) : 1968, 2016, 2017 et 2023. - Finaliste (4) : 2009, 2011, 2018 et 2022. | - Vainqueur (2) : 1996 et 2008. - Finaliste (10) : 1984, 1985, 1997, 2001, 2005, 2009, 2010, 2013, 2016 et 2018. | - Vainqueur (0) : - Finaliste (1) : 1992.  |

## Joueurs emblématiques
- Adolphe Alésina
- Guy Andrieu
- Marcel Bescos
- Louis Bonnery
- Jason Clark
- Pierre Escourrou
- Fabrice Estebanez
- David Ferriol
- Jean-Marc Gonzales
- Hervé Guiraud
- Joseph Guiraud
- Maxime Hérold
- Daniel Divet
- Mathieu Mayans
- Mickaël Murcia
- Francis de Nadaï
- Pierre Parpagiola
- René Peytavy
- Nicolas Piccolo
- Stanislas Robin
- Laurent Roldos
- Mickaël Rouch
- Zachary Santo
- Frédéric Teixido
- Sylvain Teixido
- Patrick Templeman
- Jean-Christophe Vergeynst

## Saisons en Championnat de France
| Année | Année | Saison régulière Championnat de France                                           | Saison régulière Championnat de France                                           | Saison régulière Championnat de France                                           | Saison régulière Championnat de France                                           | Saison régulière Championnat de France                                           | Saison régulière Championnat de France                                           | Saison régulière Championnat de France                                           | Saison régulière Championnat de France                                           | Phase finale Championnat de France                                               | Phase finale Championnat de France                                               | Phase finale Championnat de France                                               | Phase finale Championnat de France                                               | Phase finale Championnat de France                                               | Phase finale Championnat de France                                               | Phase finale Championnat de France                                               | Coupe de France                                                                  |
| Année | Année | Class.                                                                           | Points                                                                           | MJ                                                                               | V.                                                                               | N.                                                                               | D.                                                                               | Pp.                                                                              | Pc.                                                                              | Perf.                                                                            | MJ                                                                               | V.                                                                               | N.                                                                               | D.                                                                               | Pp.                                                                              | Pc.                                                                              | Performance                                                                      |
| 1980  | 1980  | ?                                                                                |                                                                                  |                                                                                  |                                                                                  |                                                                                  |                                                                                  |                                                                                  |                                                                                  | ?                                                                                |                                                                                  |                                                                                  |                                                                                  |                                                                                  |                                                                                  |                                                                                  | ?                                                                                |
| 1981  | 1981  | Groupe B                                                                         |                                                                                  |                                                                                  |                                                                                  |                                                                                  |                                                                                  |                                                                                  |                                                                                  | ?                                                                                |                                                                                  |                                                                                  |                                                                                  |                                                                                  |                                                                                  |                                                                                  | ?                                                                                |
| 1982  | 1982  | Groupe B                                                                         |                                                                                  |                                                                                  |                                                                                  |                                                                                  |                                                                                  |                                                                                  |                                                                                  | Quart-de-finale                                                                  | 1                                                                                | 0                                                                                | 0                                                                                | 1                                                                                | 7                                                                                | 12                                                                               | ?                                                                                |
| 1983  | 1983  | 4e                                                                               | 56                                                                               | 26                                                                               |                                                                                  |                                                                                  |                                                                                  |                                                                                  |                                                                                  | Quart-de-finale                                                                  | 1                                                                                | 0                                                                                | 0                                                                                | 1                                                                                | 6                                                                                | 15                                                                               | 2e tour                                                                          |
| 1984  | 1984  | 4e                                                                               | 58                                                                               | 26                                                                               |                                                                                  |                                                                                  |                                                                                  |                                                                                  |                                                                                  | Quart-de-finale                                                                  | 1                                                                                | 0                                                                                | 0                                                                                | 1                                                                                | 15                                                                               | 18                                                                               | Finaliste                                                                        |
| 1985  | 1985  | 10e                                                                              | 47                                                                               | 26                                                                               |                                                                                  |                                                                                  |                                                                                  |                                                                                  |                                                                                  | Non qualifié                                                                     |                                                                                  |                                                                                  |                                                                                  |                                                                                  |                                                                                  |                                                                                  | Finaliste                                                                        |
| 1986  | 1986  | Groupe B                                                                         |                                                                                  |                                                                                  |                                                                                  |                                                                                  |                                                                                  |                                                                                  |                                                                                  | ?                                                                                |                                                                                  |                                                                                  |                                                                                  |                                                                                  |                                                                                  |                                                                                  | ?                                                                                |
| 1987  | 1987  | Groupe B                                                                         |                                                                                  |                                                                                  |                                                                                  |                                                                                  |                                                                                  |                                                                                  |                                                                                  | ?                                                                                |                                                                                  |                                                                                  |                                                                                  |                                                                                  |                                                                                  |                                                                                  | Huitième de finale                                                               |
| 1988  | 1988  | 7e                                                                               | 44                                                                               | 22                                                                               |                                                                                  |                                                                                  |                                                                                  |                                                                                  |                                                                                  | Quart-de-finale                                                                  | 2                                                                                | 1                                                                                | 0                                                                                | 1                                                                                | 34                                                                               | 46                                                                               | Huitième de finale                                                               |
| 1989  | 1989  | 5e                                                                               | 45                                                                               | 22                                                                               |                                                                                  |                                                                                  |                                                                                  |                                                                                  |                                                                                  | Demi-finale                                                                      | 2                                                                                | 1                                                                                | 0                                                                                | 1                                                                                | 30                                                                               | 31                                                                               | Quart-de-finale                                                                  |
| 1990  | 1990  | 12e                                                                              | 24                                                                               | 22                                                                               |                                                                                  |                                                                                  |                                                                                  |                                                                                  |                                                                                  | Non qualifié                                                                     |                                                                                  |                                                                                  |                                                                                  |                                                                                  |                                                                                  |                                                                                  | ?                                                                                |
| 1991  | 1991  | Groupe B                                                                         |                                                                                  |                                                                                  |                                                                                  |                                                                                  |                                                                                  |                                                                                  |                                                                                  | ?                                                                                |                                                                                  |                                                                                  |                                                                                  |                                                                                  |                                                                                  |                                                                                  | ?                                                                                |
| 1992  | 1992  | Groupe B                                                                         |                                                                                  |                                                                                  |                                                                                  |                                                                                  |                                                                                  |                                                                                  |                                                                                  | ?                                                                                |                                                                                  |                                                                                  |                                                                                  |                                                                                  |                                                                                  |                                                                                  | ?                                                                                |
| 1993  | 1993  | 9e                                                                               |                                                                                  |                                                                                  |                                                                                  |                                                                                  |                                                                                  |                                                                                  |                                                                                  | Non qualifié                                                                     |                                                                                  |                                                                                  |                                                                                  |                                                                                  |                                                                                  |                                                                                  | Huitième de finale                                                               |
| 1994  | 1994  | 10e                                                                              | 39                                                                               | 22                                                                               |                                                                                  |                                                                                  |                                                                                  |                                                                                  |                                                                                  | Non qualifié                                                                     |                                                                                  |                                                                                  |                                                                                  |                                                                                  |                                                                                  |                                                                                  | Quart-de-finale                                                                  |
| 1995  | 1995  | ?                                                                                |                                                                                  |                                                                                  |                                                                                  |                                                                                  |                                                                                  |                                                                                  |                                                                                  | Demi-finale                                                                      |                                                                                  |                                                                                  |                                                                                  |                                                                                  |                                                                                  |                                                                                  | Quart-de-finale                                                                  |
| 1996  | 1996  | ?                                                                                |                                                                                  |                                                                                  |                                                                                  |                                                                                  |                                                                                  |                                                                                  |                                                                                  | Demi-finale                                                                      |                                                                                  |                                                                                  |                                                                                  |                                                                                  |                                                                                  |                                                                                  | Vainqueur                                                                        |
| 1997  | 1997  | 2e                                                                               | 38                                                                               | 14                                                                               | 12                                                                               | 0                                                                                | 2                                                                                |                                                                                  |                                                                                  | Demi-finale                                                                      | 4                                                                                | 3                                                                                | 0                                                                                | 1                                                                                | 127                                                                              | 101                                                                              | Finaliste                                                                        |
| 1998  | 1998  | 2e                                                                               | 55                                                                               | 22                                                                               | 16                                                                               | 1                                                                                | 5                                                                                |                                                                                  |                                                                                  | Demi-finale                                                                      | 4                                                                                | 1                                                                                | 1                                                                                | 2                                                                                | 83                                                                               | 72                                                                               | Demi-finale                                                                      |
| 1999  | 1999  | 8e                                                                               | 40                                                                               | 22                                                                               | 8                                                                                | 1                                                                                | 13                                                                               |                                                                                  |                                                                                  | Quart-de-finale                                                                  |                                                                                  |                                                                                  |                                                                                  |                                                                                  |                                                                                  |                                                                                  | Demi-finale                                                                      |
| 2000  | 2000  | 9e                                                                               | 38                                                                               |                                                                                  |                                                                                  |                                                                                  |                                                                                  |                                                                                  |                                                                                  | Non qualifié                                                                     |                                                                                  |                                                                                  |                                                                                  |                                                                                  |                                                                                  |                                                                                  | Huitième de finale                                                               |
| 2001  | 2001  | 7e                                                                               | 43                                                                               |                                                                                  |                                                                                  |                                                                                  |                                                                                  |                                                                                  |                                                                                  | Quart-de-finale                                                                  |                                                                                  |                                                                                  |                                                                                  |                                                                                  |                                                                                  |                                                                                  | Finaliste                                                                        |
| 2002  | 2002  | 9e                                                                               | 35                                                                               | 20                                                                               | 7                                                                                | 2                                                                                | 11                                                                               |                                                                                  |                                                                                  | Non qualifié                                                                     |                                                                                  |                                                                                  |                                                                                  |                                                                                  |                                                                                  |                                                                                  | Quart-de-finale                                                                  |
| 2003  | 2003  | 4e                                                                               | 46                                                                               |                                                                                  |                                                                                  |                                                                                  |                                                                                  |                                                                                  |                                                                                  | Demi-finale                                                                      |                                                                                  |                                                                                  |                                                                                  |                                                                                  |                                                                                  |                                                                                  | Huitième de finale                                                               |
| 2004  | 2004  | 6e                                                                               | 36                                                                               |                                                                                  |                                                                                  |                                                                                  |                                                                                  |                                                                                  |                                                                                  | Quart-de-finale                                                                  |                                                                                  |                                                                                  |                                                                                  |                                                                                  |                                                                                  |                                                                                  | Huitième de finale                                                               |
| 2005  | 2005  | 3e                                                                               | 41                                                                               | 18                                                                               | 12                                                                               | 0                                                                                | 6                                                                                | 622                                                                              | 323                                                                              | Demi-finale                                                                      |                                                                                  |                                                                                  |                                                                                  |                                                                                  |                                                                                  |                                                                                  | Finaliste                                                                        |
| 2006  | 2006  | 3e                                                                               | 49                                                                               | 20                                                                               | 14                                                                               | 1                                                                                | 5                                                                                | 646                                                                              | 393                                                                              | 2e tour                                                                          | 2                                                                                | 1                                                                                | 0                                                                                | 1                                                                                | 80                                                                               | 27                                                                               | Demi-finale                                                                      |
| 2007  | 2007  | 6e                                                                               | 41                                                                               | 20                                                                               | 10                                                                               | 1                                                                                | 9                                                                                | 490                                                                              | 455                                                                              | 1er tour                                                                         | 1                                                                                | 0                                                                                | 0                                                                                | 1                                                                                | 12                                                                               | 46                                                                               | Quart de finale                                                                  |
| 2008  | 2008  | 4e                                                                               | 44                                                                               | 20                                                                               | 12                                                                               | 0                                                                                | 8                                                                                | 561                                                                              | 408                                                                              | Demi-finale                                                                      | 2                                                                                | 1                                                                                | 0                                                                                | 1                                                                                | 52                                                                               | 43                                                                               | Vainqueur                                                                        |
| 2009  | 2009  | 1er                                                                              | 51                                                                               | 20                                                                               | 15                                                                               | 1                                                                                | 4                                                                                | 641                                                                              | 326                                                                              | Finaliste                                                                        | 3                                                                                | 1                                                                                | 0                                                                                | 2                                                                                | 91                                                                               | 76                                                                               | Finaliste                                                                        |
| 2010  | 2010  | 3e                                                                               | 36                                                                               | 16                                                                               | 10                                                                               | 0                                                                                | 6                                                                                | 469                                                                              | 329                                                                              | Quart-de-finale                                                                  | 2                                                                                | 0                                                                                | 0                                                                                | 2                                                                                | 30                                                                               | 69                                                                               | Finaliste                                                                        |
| 2011  | 2011  | 2e                                                                               | 54                                                                               | 20                                                                               | 17                                                                               | 0                                                                                | 3                                                                                | 741                                                                              | 405                                                                              | Finaliste                                                                        | 4                                                                                | 2                                                                                | 0                                                                                | 2                                                                                | 86                                                                               | 75                                                                               | Quart-de-finale                                                                  |
| 2012  | 2012  | 8e                                                                               | 27                                                                               | 18                                                                               | 5                                                                                | 0                                                                                | 13                                                                               | 430                                                                              | 480                                                                              | Non qualifié                                                                     | 0                                                                                | 0                                                                                | 0                                                                                | 0                                                                                | 0                                                                                | 0                                                                                | Demi-finale                                                                      |
| 2013  | 2013  | 8e                                                                               | 27                                                                               | 17                                                                               | 5                                                                                | 0                                                                                | 12                                                                               | 411                                                                              | 537                                                                              | Non qualifié                                                                     | 0                                                                                | 0                                                                                | 0                                                                                | 0                                                                                | 0                                                                                | 0                                                                                | Finaliste                                                                        |
| 2014  | 2014  | 4e                                                                               | 36                                                                               | 20                                                                               | 9                                                                                | 2                                                                                | 9                                                                                | 483                                                                              | 536                                                                              | Quart-de-finale                                                                  | 1                                                                                | 0                                                                                | 0                                                                                | 1                                                                                | 21                                                                               | 28                                                                               | Quart-de-finale                                                                  |
| 2015  | 2015  | 6e                                                                               | 40                                                                               | 20                                                                               | 11                                                                               | 1                                                                                | 8                                                                                | 615                                                                              | 546                                                                              | Quart-de-finale                                                                  | 2                                                                                | 1                                                                                | 0                                                                                | 1                                                                                | 57                                                                               | 44                                                                               | Quart-de-finale                                                                  |
| 2016  | 2016  | 2e                                                                               | 50                                                                               | 20                                                                               | 14                                                                               | 2                                                                                | 4                                                                                | 658                                                                              | 482                                                                              | Champion                                                                         | 2                                                                                | 2                                                                                | 0                                                                                | 0                                                                                | 48                                                                               | 42                                                                               | Finaliste                                                                        |
| 2017  | 2017  | 2e                                                                               | 49                                                                               | 20                                                                               | 15                                                                               | 0                                                                                | 5                                                                                | 653                                                                              | 407                                                                              | Champion                                                                         | 2                                                                                | 2                                                                                | 0                                                                                | 0                                                                                | 66                                                                               | 56                                                                               | Demi-finale                                                                      |
| 2018  | 2018  | 2e                                                                               | 45                                                                               | 19                                                                               | 14                                                                               | 0                                                                                | 5                                                                                | 565                                                                              | 369                                                                              | Finaliste                                                                        | 2                                                                                | 1                                                                                | 0                                                                                | 1                                                                                | 58                                                                               | 44                                                                               | Finaliste                                                                        |
| 2019  | 2019  | 4e                                                                               | 42                                                                               | 19                                                                               | 13                                                                               | 0                                                                                | 6                                                                                | 512                                                                              | 400                                                                              | Demi-finale                                                                      | 2                                                                                | 1                                                                                | 0                                                                                | 1                                                                                | 42                                                                               | 44                                                                               | Demi-finale                                                                      |
| 2020  | 2020  | Éditions annulées et titres non décernés en raison de la pandémie de coronavirus | Éditions annulées et titres non décernés en raison de la pandémie de coronavirus | Éditions annulées et titres non décernés en raison de la pandémie de coronavirus | Éditions annulées et titres non décernés en raison de la pandémie de coronavirus | Éditions annulées et titres non décernés en raison de la pandémie de coronavirus | Éditions annulées et titres non décernés en raison de la pandémie de coronavirus | Éditions annulées et titres non décernés en raison de la pandémie de coronavirus | Éditions annulées et titres non décernés en raison de la pandémie de coronavirus | Éditions annulées et titres non décernés en raison de la pandémie de coronavirus | Éditions annulées et titres non décernés en raison de la pandémie de coronavirus | Éditions annulées et titres non décernés en raison de la pandémie de coronavirus | Éditions annulées et titres non décernés en raison de la pandémie de coronavirus | Éditions annulées et titres non décernés en raison de la pandémie de coronavirus | Éditions annulées et titres non décernés en raison de la pandémie de coronavirus | Éditions annulées et titres non décernés en raison de la pandémie de coronavirus | Éditions annulées et titres non décernés en raison de la pandémie de coronavirus |
| 2021  | 2021  | 4e                                                                               | 41                                                                               | 18                                                                               | 12                                                                               | 0                                                                                | 6                                                                                | 508                                                                              | 324                                                                              | Barrages                                                                         | 1                                                                                | 0                                                                                | 0                                                                                | 1                                                                                | 22                                                                               | 24                                                                               | Annulé                                                                           |
| 2022  | 2022  | 1er                                                                              | 40                                                                               | 16                                                                               | 12                                                                               | 0                                                                                | 4                                                                                | 547                                                                              | 213                                                                              | Finaliste                                                                        | 2                                                                                | 1                                                                                | 0                                                                                | 1                                                                                | 52                                                                               | 24                                                                               | Annulé                                                                           |
| 2023  | 2023  | 2e                                                                               | 44                                                                               | 18                                                                               | 14                                                                               | 0                                                                                | 4                                                                                | 629                                                                              | 282                                                                              | Champion                                                                         | 2                                                                                | 2                                                                                | 0                                                                                | 0                                                                                | 70                                                                               | 34                                                                               | Demi-finale                                                                      |
| 2024  | 2024  | 3e                                                                               | 37                                                                               | 18                                                                               | 11                                                                               | 0                                                                                | 7                                                                                | 418                                                                              | 268                                                                              | Demi-finale                                                                      | 2                                                                                | 1                                                                                | 0                                                                                | 1                                                                                | 62                                                                               | 44                                                                               | Quart-de-finale                                                                  |
| 2025  | 2025  | 5e                                                                               | 43                                                                               | 20                                                                               | 12                                                                               | 0                                                                                | 8                                                                                | 491                                                                              | 412                                                                              | Demi-finale                                                                      | 2                                                                                | 1                                                                                | 0                                                                                | 1                                                                                | 32                                                                               | 48                                                                               | Quart-de-finale                                                                  |

## Médias
Le club est suivi par la presse régionale, principalement par l'Indépendant de manière complète, et accessoirement par Midi Libre, mais uniquement à la page « Limoux » d'une de ses éditions audoises. Il est également suivi par la presse britannique dans des publications telles que Rugby League World et Rugby Leaguer & League Express, ainsi que de manière accessoire par Midi Olympique, selon les performances du club, dans sa page « Treize actualités ».
A la fin des années 1990, le club est l'un des premiers à avoir un site internet officiel sur la toile, avec les clubs de Montpellier, Toulouse et la Réole.

## Section féminine
Le club possède également une section de rugby à XIII féminin qui porte le nom de « Grizzgirls de Limoux » : des joueuses, comme Lauriane Canet en 2021, alimentent le vivier de l'équipe de France.